# Pajež
Pajež (cyr. Пајеж) – wieś w Serbii, w okręgu pirockim, w gminie Bela Palanka. W 2011 roku liczyła 41 mieszkańców.